# 시그마 SD9

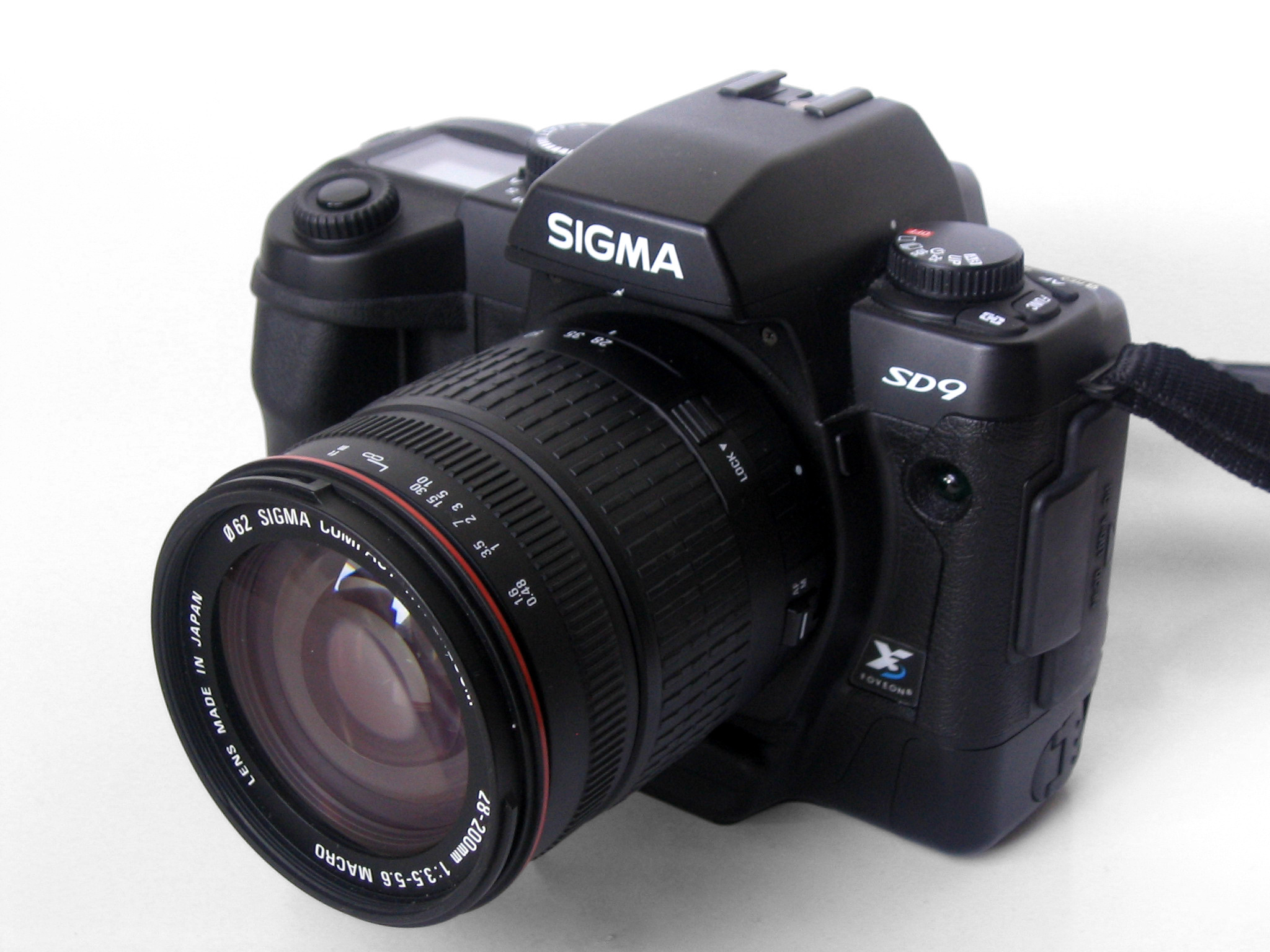
시그마 SD9

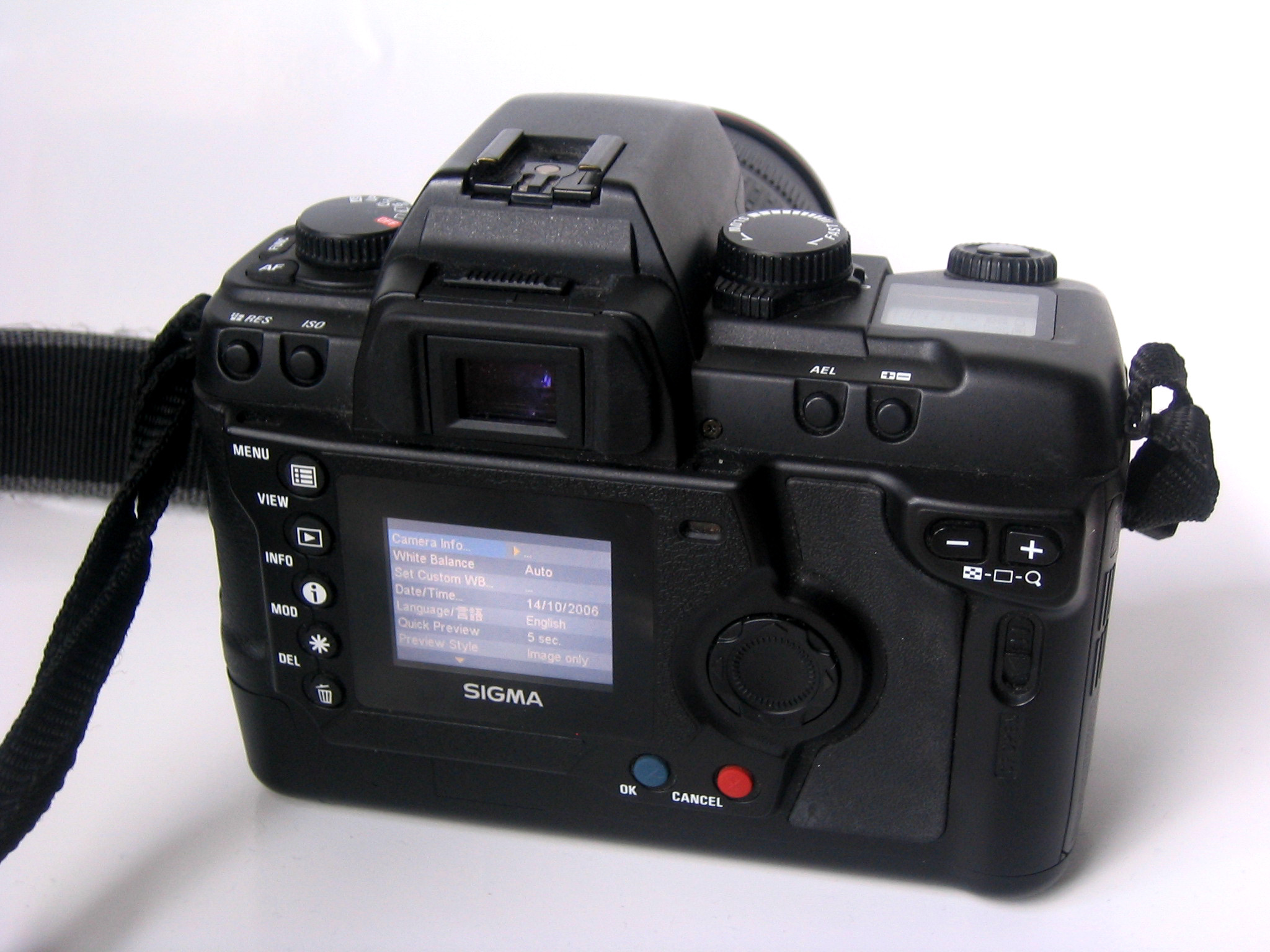
시그마 SD9

시그마 SD9(Sigma SD9)는 시그마의 디지털 SLR이다. 2002년 2월 11일에 발표되었다. 후속 모델은 시그마 SD10이다. SD9는 시그마 최초의 디지털 카메라이자, 포비온 X3 이미지 센서를 사용한 최초의 대량 생산 카메라이다. 약 1029 만개의 수광소자(photodetector)로 이루어진 약 343 만 유효 화소를 가지고 있다. 1개의 픽셀이 하나의 색상만을 인식하는 베이어 센서의 픽셀과 다르게, 포비온 X3의 픽셀은 R, G, B 3가지 색상을 모두 인식한다.
일반적인 상황에서 SD9 센서의 해상력은 약 5~7백만 베이어 센서와 유사하다고 평가된다.
SD9에는 앤티 앨리어싱 필터가 없지만, 포비온 X3 센서에 앤티 앨리어싱 필터가 필요 없는 것은 아니다. 앤티 앨리어싱 필터가 없는 베이어 센서 보다 그 정도가 덜 하지만, SD9에도 모아레가 나타난다.

## 같이 보기
- 시그마 SD10
- 시그마 SD14